# والتر جونستون
والتر جونستون (بالإنجليزية: Walter Johnston)‏ هو لاعب كرة قدم أسترالية أسترالي، ولد في 17 يناير 1884 في كينغستون في أستراليا، وتوفي في 18 يوليو 1946 في Ringwood, Victoria ‏ في أستراليا.

## وصلات خارجية
- والتر جونستون على موقع AustralianFootball.com (الإنجليزية)
- والتر جونستون على موقع AFLtables.com (الإنجليزية)